# Steen Thychosen
Steen Thychosen (né le 22 septembre 1958 à Vejle) est un ancien joueur et entraîneur de football danois.